# Делта-Джанкшен (аэропорт)
Аэропорт Делта-Джанкшен (англ. Delta Junction Airport), (ИАТА: DJN, FAA LID: D66) — государственный гражданский аэропорт, расположенный в населённом пункте Делта-Джанкшен (Аляска), США.

## Операционная деятельность
Аэропорт Делта-Джанкшен занимает площадь в 32 гектар, расположен на высоте 351 метров над уровнем моря и эксплуатирует две взлётно-посадочные полосы:
- 7/25 размерами 762 х 18 метров с гравийным покрытием;
- 13/31 размерами 488 х 18 метров на почве.